# Protocollo Open Data
In informatica, Il Protocollo Open Data (in inglese: Open Data Protocol) o OData è un protocollo aperto che permette la creazione e il consumo di API RESTful interoperabili e interrogabili in maniera semplice e standard.
Microsoft creò gli OData nel 2007. Le versioni 1.0, 2.0 e 3.0 sono state rilasciate sotto la licenza Microsoft Open Specification Promise.
La versione 4.0 fu standardizzata presso l'OASIS nel marzo 2014. Nell'aprile 2015 OASIS propone gli Odata versione 4 e il formato OData JSON versione 4 all'ISO/IEC JTC 1 per un'approvazione come standard internazionale. Il 23 febbraio 2017 ISO/IEC JTC 1 approva lo standard OData (ISO/IEC 20802-1:2016   e ISO/IEC 20802-2:2016 ) per lo scambio degli Open Data .

## Rappresentazione delle risorse

### Esempio di payload OData JSON
A collection of products:
```
{

  
"@odata.context"
:
 
"http://services.odata.org/V4/OData/OData.svc/$metadata#Products"
,

  
"value"
:
 
[

    
{

      
"ID"
:
 
0
,

      
"Name"
:
 
"Bread"
,

      
"Description"
:
 
"Whole grain bread"
,

      
"ReleaseDate"
:
 
"1992-01-01T00:00:00Z"
,

      
"DiscontinuedDate"
:
 
null
,

      
"Rating"
:
 
4
,

      
"Price"
:
 
2.5

    
},

    
{

      
"ID"
:
 
1
,

      
"Name"
:
 
"Milk"
,

      
"Description"
:
 
"Low fat milk"
,

      
"ReleaseDate"
:
 
"1995-10-01T00:00:00Z"
,

      
"DiscontinuedDate"
:
 
null
,

      
"Rating"
:
 
3
,

      
"Price"
:
 
3.5

    
},

    
...

  
]

}

```

### Un esempio di payload OData Atom
A collection of products:
```
<feed
 
xml:base=
"http://services.odata.org/V4/OData/OData.svc/"
 
m:context=
"http://services.odata.org/V4/OData/OData.svc/$metadata#Products"
 
xmlns=
"http://www.w3.org/2005/Atom"
 
xmlns:d=
"http://docs.oasis-open.org/odata/ns/data"
 
xmlns:m=
"http://docs.oasis-open.org/odata/ns/metadata"
 
xmlns:georss=
"http://www.georss.org/georss"
 
xmlns:gml=
"http://www.opengis.net/gml"
>

  
<id>
http://services.odata.org/v4/odata/odata.svc/Products
</id>

  
<title
 
type=
"text"
>
Products
</title>

  
<updated>
2015-05-19T03:38:50Z
</updated>

  
<link
 
rel=
"self"
 
title=
"Products"
 
href=
"Products"
/>

  
<entry>

    
<id>
http://services.odata.org/V4/OData/OData.svc/Products(0)
</id>

    
<category
 
term=
"#ODataDemo.Product"
 
scheme=
"http://docs.oasis-open.org/odata/ns/scheme"
/>

    
<link
 
rel=
"edit"
 
title=
"Product"
 
href=
"Products(0)"
/>

    
<link
 
rel=
"http://docs.oasis-open.org/odata/ns/relatedlinks/Categories"
 
type=
"application/xml"
 
title=
"Categories"
 
href=
"Products(0)/Categories/$ref"
/>

    
<link
 
rel=
"http://docs.oasis-open.org/odata/ns/related/Categories"
 
type=
"application/atom+xml;type=feed"
 
title=
"Categories"
 
href=
"Products(0)/Categories"
/>

    
<link
 
rel=
"http://docs.oasis-open.org/odata/ns/relatedlinks/Supplier"
 
type=
"application/xml"
 
title=
"Supplier"
 
href=
"Products(0)/Supplier/$ref"
/>

    
<link
 
rel=
"http://docs.oasis-open.org/odata/ns/related/Supplier"
 
type=
"application/atom+xml;type=entry"
 
title=
"Supplier"
 
href=
"Products(0)/Supplier"
/>

    
<link
 
rel=
"http://docs.oasis-open.org/odata/ns/relatedlinks/ProductDetail"
 
type=
"application/xml"
 
title=
"ProductDetail"
 
href=
"Products(0)/ProductDetail/$ref"
/>

    
<link
 
rel=
"http://docs.oasis-open.org/odata/ns/related/ProductDetail"
 
type=
"application/atom+xml;type=entry"
 
title=
"ProductDetail"
 
href=
"Products(0)/ProductDetail"
/>

    
<title/>

    
<updated>
2015-05-19T03:38:50Z
</updated>

    
<author>

      
<name/>

    
</author>

    
<content
 
type=
"application/xml"
>

      
<m:properties>

        
<d:ID
 
m:type=
"Int32"
>
0
</d:ID>

        
<d:Name>
Bread
</d:Name>

        
<d:Description>
Whole
 
grain
 
bread
</d:Description>

        
<d:ReleaseDate
 
m:type=
"DateTimeOffset"
>
1992-01-01T00:00:00Z
</d:ReleaseDate>

        
<d:DiscontinuedDate
 
m:null=
"true"
/>

        
<d:Rating
 
m:type=
"Int16"
>
4
</d:Rating>

        
<d:Price
 
m:type=
"Double"
>
2.5
</d:Price>

      
</m:properties>

    
</content>

  
</entry>

  
<entry>

    
<id>
http://services.odata.org/V4/OData/OData.svc/Products(1)
</id>

    
<category
 
term=
"#ODataDemo.Product"
 
scheme=
"http://docs.oasis-open.org/odata/ns/scheme"
/>

    
<link
 
rel=
"edit"
 
title=
"Product"
 
href=
"Products(1)"
/>

    
<link
 
rel=
"http://docs.oasis-open.org/odata/ns/relatedlinks/Categories"
 
type=
"application/xml"
 
title=
"Categories"
 
href=
"Products(1)/Categories/$ref"
/>

    
<link
 
rel=
"http://docs.oasis-open.org/odata/ns/related/Categories"
 
type=
"application/atom+xml;type=feed"
 
title=
"Categories"
 
href=
"Products(1)/Categories"
/>

    
<link
 
rel=
"http://docs.oasis-open.org/odata/ns/relatedlinks/Supplier"
 
type=
"application/xml"
 
title=
"Supplier"
 
href=
"Products(1)/Supplier/$ref"
/>

    
<link
 
rel=
"http://docs.oasis-open.org/odata/ns/related/Supplier"
 
type=
"application/atom+xml;type=entry"
 
title=
"Supplier"
 
href=
"Products(1)/Supplier"
/>

    
<link
 
rel=
"http://docs.oasis-open.org/odata/ns/relatedlinks/ProductDetail"
 
type=
"application/xml"
 
title=
"ProductDetail"
 
href=
"Products(1)/ProductDetail/$ref"
/>

    
<link
 
rel=
"http://docs.oasis-open.org/odata/ns/related/ProductDetail"
 
type=
"application/atom+xml;type=entry"
 
title=
"ProductDetail"
 
href=
"Products(1)/ProductDetail"
/>

    
<title/>

    
<updated>
2015-05-19T03:38:50Z
</updated>

    
<author>

      
<name/>

    
</author>

    
<content
 
type=
"application/xml"
>

      
<m:properties>

        
<d:ID
 
m:type=
"Int32"
>
1
</d:ID>

        
<d:Name>
Milk
</d:Name>

        
<d:Description>
Low
 
fat
 
milk
</d:Description>

        
<d:ReleaseDate
 
m:type=
"DateTimeOffset"
>
1995-10-01T00:00:00Z
</d:ReleaseDate>

        
<d:DiscontinuedDate
 
m:null=
"true"
/>

        
<d:Rating
 
m:type=
"Int16"
>
3
</d:Rating>

        
<d:Price
 
m:type=
"Double"
>
3.5
</d:Price>

      
</m:properties>

    
</content>

  
</entry>

  
...

</feed>

```

### Un esempio di documento metadato OData
```
<edmx:Edmx
 
Version=
"4.0"
 
xmlns:edmx=
"http://docs.oasis-open.org/odata/ns/edmx"
>

  
<edmx:DataServices>

    
<Schema
 
Namespace=
"ODataDemo"
 
xmlns=
"http://docs.oasis-open.org/odata/ns/edm"
>

      
<EntityType
 
Name=
"Product"
>

        
<Key>

          
<PropertyRef
 
Name=
"ID"
/>

        
</Key>

        
<Property
 
Name=
"ID"
 
Type=
"Edm.Int32"
 
Nullable=
"false"
/>

        
<Property
 
Name=
"Name"
 
Type=
"Edm.String"
/>

        
<Property
 
Name=
"Description"
 
Type=
"Edm.String"
/>

        
<Property
 
Name=
"ReleaseDate"
 
Type=
"Edm.DateTimeOffset"
 
Nullable=
"false"
/>

        
<Property
 
Name=
"DiscontinuedDate"
 
Type=
"Edm.DateTimeOffset"
/>

        
<Property
 
Name=
"Rating"
 
Type=
"Edm.Int16"
 
Nullable=
"false"
/>

        
<Property
 
Name=
"Price"
 
Type=
"Edm.Double"
 
Nullable=
"false"
/>

      
</EntityType>

      
<ComplexType
 
Name=
"Address"
>

        
<Property
 
Name=
"Street"
 
Type=
"Edm.String"
/>

        
<Property
 
Name=
"City"
 
Type=
"Edm.String"
/>

        
<Property
 
Name=
"State"
 
Type=
"Edm.String"
/>

        
<Property
 
Name=
"ZipCode"
 
Type=
"Edm.String"
/>

        
<Property
 
Name=
"Country"
 
Type=
"Edm.String"
/>

      
</ComplexType>

      

      
<EntityContainer
 
Name=
"DemoService"
>

        
<EntitySet
 
Name=
"Products"
 
EntityType=
"ODataDemo.Product"
></EntitySet>

      
</EntityContainer>

    
</Schema>

  
</edmx:DataServices>

</edmx:Edmx>

```

### Standard OData OASIS
- OData Version 4.0 Part 1: Protocol, su docs.oasis-open.org.
- OData Version 4.0 Part 2: URL Conventions, su docs.oasis-open.org.
- OData Version 4.0 Part 3: Common Schema Definition Language (CSDL), su docs.oasis-open.org.
- ABNF components - OData ABNF Construction Rules Version 4.0 and OData ABNF Test Cases, su docs.oasis-open.org.
- Vocabulary components - OData Core Vocabulary and OData Measures Vocabulary, su docs.oasis-open.org.
- XML Schemas - OData EDMX XML Schema and OData EDM XML Schema, su docs.oasis-open.org.
- OData JSON Format Version 4.0, su docs.oasis-open.org.